# Сергей Юткевич
Сергей Йосифович Юткевич (15 септември, Санкт-Петербург 1904 - 24 април 1985, Москва) е руски филмов режисьор, народен артист на СССР от 1962 г. Член на КПСС от 1939 г. Най-значими филми:
- „Насрещният план“ – съвместно с режисьора Марк Ермлер – 1932
- „Човекът с пушка“ – 1938
- „Яков Свердлов“ – 1940
- „Разкази за Ленин“ – 1958
- „Ленин и Полша“ – 1966
- „Ленин в Париж“ – 1981

Режисира и редица документални филми. Получава Държавна награда на СССР през 1941 и 1947 г.